# Huon de Bordeus
Huon de Bordeus (fr. Huon de Bordeaux) és una cançó de gesta francesa, composta a finals del segle xii o la primera part del xiii. És una cançó llarga, d'uns 10.500 versos decasíl·labs, distribuïts en 91 laisses. Es conserva en la versió original, i també refundicions en versos alexandrins i en prosa. És interessant per la introducció en una cançó de gesta del món meravellós i la creació de la figura del mag Oberon, que tindrà continuïtat en la literatura posterior. Per la seva temàtica, no se sol enquadrar en cap de les tres temàtiques clàssiques de la cançó de gesta: el cicle de Carlemany, el cicle de Guillem i el cicle dels vassalls rebels (tot i que té un cert element de vassall maltractat pel seu senyor).

## Resum de l'argument
La cançó de gesta és protagonitzada per Huon o Huelin, anomenat indistintament pels dos noms al llarg del text segons les conveniències de mètrica i rima; els dos noms són diminutius d'Hug.
Carlemany, ja ancià, envia un missatge als germans Huon i Girart, fills del difunt duc Seguin de Bordeus i que estan sota la tutela de la seva mare, perquè es presentin a París a retre-li homenatge. El traidor Amaurí els embosca en el camí, juntament amb Charlot, fill de Carlemany, i Huon mata Charlot, sense reconèixer-lo. Amaurí els acusa però Huon es defensa al·legant que només s'ha defensat i no ha reconegut el seu agressor. En el duel judicial que segueix, Huon mata Amaurí demostrant així la seva innocència, però Carlemany anuncia que només el perdonarà si fa una sèrie de gestes extraordinàries: presentar-se a l'emir de Babilònia, matar el seu millor guerrer, besar la seva filla tres cops i tornar amb els pèls de la barba i tres dents de l'emir. El germà Girart es queda governant Bordeus i Huon emprèn l'aventura.
Després de passar per Roma i Jerusalem, creua el regne d'Oberon, un nan mag que li promet ajuda si compleix les seves condicions i li regala alguns objectes màgics, entre ells una copa que s'omple màgicament de vi, però només per a un home honest i no per a un traïdor, i un corn que Huon només pot tocar en cas de necessitat i que farà que Oberon es presenti màgicament tot seguit per ajudar-lo. Huon té diverses aventures i desobeeix dues vegades Oberon sobre el camí que ha de prendre. Al final, Malabron, un home d'Oberon convertit en home-peix, l'ajuda a creuar el Mar Roig (tot sol i sense ajuda de cap cristià, com li havien imposat). Huon arriba a Babilònia, mata un guerrer i besa la filla de l'emir, Esclarmonda, però és fet presoner. Li prenen el corn i no pot avisar Oberon, però Esclarmonda se n'ha enamorat i l'ajuda. Finalment, amb ajuda d'Oberon i amb l'arribada dels seus companys, aconsegueix els seus objectius: mata l'emir i se n'endú els pèls i les dents.
Retornant cap a França, Huon trenca encara la seva promesa a Oberon i té relacions amb Esclarmonda. Oberon li retira la seva protecció i Huon i Esclarmonda es troben enmig d'una tempesta que els deixa en una illa deserta. Després de diverses aventures amb uns pirates que s'enduen Esclarmonda, Huon, Esclarmonda i la resta de francesos aconsegueixen reunir-se i fugir cap a França. A Roma, el Papa el casa amb Esclarmonda.
Quan Huon retorna a Bordeus, el seu germà l'ha traït i li ha pres el feu. Li amaga les proves que portava de la seva aventura (les dents i pèls de l'emir) i Carlemany considera que ha fracassat i el condemna a mort. Just en aquell moment, Oberon apareix per ajudar-lo i el salva, per desaparèixer tot seguit prometent a Huon que serà el seu hereu quan ell se'n vagi al paradís al cap de tres anys.

## Comentari
La trama de la narració es pot basar en un comte de Bordeus anomenat realment Seguí (Seguí II) del segle IX i que tenia un fill anomenat Hug. I la figura de Charlot es basa en Carles l'Infant, fill de Carles el Calb, que va morir en unes circumstàncies similars: en una caçera feu veure que emboscava els seus acompanyants i un d'aquests, Auboin, creient-se atacat de veritat, el va ferir i Carles acabà morint al cap d'un temps de les ferides rebudes.
Però la innovació més important de la cançó és tot l'episodi central, amb la figura del rei de les fades Oberon. Per a aquesta figura, presentada en la cançó com a fill de Juli Cèsar i la fada Morgana, nan però d'una gran bellesa, amb poders màgics (coneix els pensaments, es pot traslladar màgicament, pot decidir el dia de la seva mort) i posseïdor d'objectes màgics (el corn, la copa), s'han buscat antecedents en les tradicions cèltiques i germàniques.
Aquesta cançó de gesta va ser objecte d'una prosificació, escrita en el segle xv però conservada només en la versió impresa de 1515; aquesta prosificació es va traduir a l'anglès també el segle xvi (1540) per Sir John Bourchier, lord Berners, i fou a través d'aquesta versió que Shakespeare conegué la figura del nan que utilitzà en El somni d'una nit d'estiu.
Hi ha encara una versió en versos alexandrins francesos del segle xv; i també altres cançons de gesta que s'escrigueren després com a pròlegs o continuacions d'Huon de Bordeus: el manuscrit de Torí de l'Huon conté també aquestes altres cançons.
- Roman d'Auberon (a manera de pròleg)

I les continuacions
- Huon, roi de Féerie
- La Chanson d'Esclarmonde
- La Chanson de Clarisse et Florent
- La Chanson d'Yde et Olive
- La Chanson de Godin
- Le Roman de Croissant

També n'hi ha una traducció al neerlandès (en prosa una versió sencera; i un fragment d'una en vers); és interessant perquè guarda elements arcaics.